# Vaghatin
Vaghatin (en arménien Վաղատին ; jusqu'en 1991 Vagudi) est une communauté rurale du marz de Syunik en Arménie. En 2011, elle compte 675 habitants.

## Géographie

### Situation
Vaghatin est située à 14 km de Sisian et à 118 km de Kapan, la capitale régionale.

### Topographie
L'altitude moyenne de Vaghatin est de 1 580 m.

### Territoire
La communauté couvre 3 984 hectares, dont :
- 3 883 ha de terrains agricoles ;
- 15 ha de terrains industriels ;
- 10 ha alloués aux infrastructures énergétiques, de transport, de communication, etc. ;
- 21 ha d'aires protégées ;
- 3 ha d'eau[4].

## Politique
Le maire (ou plus correctement le chef de la communauté) de Vaghatin est depuis 2005 Shahen Grigoryan, membre du Parti républicain d'Arménie.
| Début | Fin      | Nom              | Parti                       |
| ----- | -------- | ---------------- | --------------------------- |
| 2005  | 2008     | Shahen Grigoryan | Parti républicain d'Arménie |
| 2008  | 2012     | Shahen Grigoryan | Parti républicain d'Arménie |
| 2012  | En cours | Shahen Grigoryan | Parti républicain d'Arménie |

## Économie
L'économie de la communauté repose principalement sur l'agriculture.

## Démographie
| 2001 | 2008 | 2011 |
| ---- | ---- | ---- |
| 631  | 746  | 675  |